# قانون الحفاظ على الحيوان

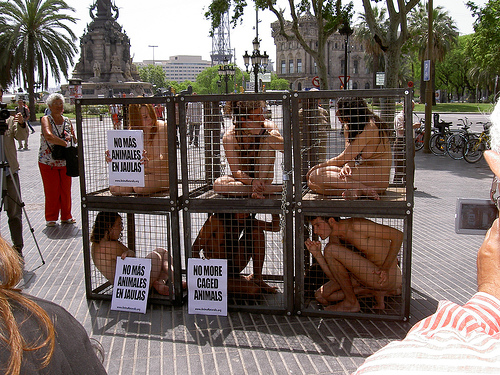

يجمع قانون الحفاظ على الحيوان بين التشريع والسوابق القضائية حيث تكون الطبيعة القانونية أو الاجتماعية أو البيولوجية للحيوانات عاملاً مهماً. يشمل قانون الحفاظ على الحيوان جميع الحيوانات المصاحبة والبرية والحيوانات المستخدمة في الترفيه والحيوانات التي تُربى للطعام والبحث. غالباً ما يُشبه مجال قانون الحيوان الناشئ بحركة القانون البيئي لأن "قانون الحفاظ على الحيوان يواجه العديد من التحديات القانونية والاستراتيجية ذاتها التي واجهها القانون البيئي في السعي لتأسيس موطئ قدم أكثر أماناً في الولايات المتحدة وخارجها”.
تشمل المشاكل التي يعالجها قانون الحفاظ على الحيوان نطاقاً واسعاً من المنهجيات ابتداءً من الاكتشافات الفلسفية لحقوق الحيوان وصولاً لنقاشات عملية حول أولئك الذين يستغلون الحيوانات والذين يحق لهم رفع دعاوى عندما يتعرض حيوانٌ للضرر بما ينتهك القانون وبما يُعدُ قسوةً من منظور قانوني. يتغلغل قانون الحيوان في معظم المجالات التقليدية للقانون ويؤثر عليها – بما في ذلك قانون الضرر والعقد والقانون الجنائي والدستوري. ومن أمثلة هذا التداخل ما يلي:
•        نزاعات حضانة الحيوانات في الطلاق أو الانفصال.
•        حالات سوء الممارسة البيطرية.
•        نزاعات الإسكان التي تنطوي على سياسات «عدم وجود حيوانات أليفة» وقوانين التمييز.
•        قضايا الأضرار التي تنطوي على الموت أو الإصابة غير المشروعة لحيوان مرافق.
•        الائتمانيات القابلة للتنفيذ للرفاق لحيوانات المرافقة المتبناة عبر البلاد.
•        القانون الجنائي الذي يشمل العنف المنزلي وقوانين مكافحة القسوة.

## المنظمات
المنظمات: ارتفع عدد نقابات المحامين المحلية وعلى ممن اسسوا لجان قانون الحيوان. كان صندوق الدفاع القانوني للحيوان المؤسس في عام 1979 أول منظمة متخصصة بتعزيز مجال قانون الحيوان وتوظيف القانون لحماية الأرواح وتعزيز مصالح الحيوانات.
عينت الحكومة في كانتون زيورخ السويسرية أنطوان جويتشل بصفة محامٍ للحيوانات لتمثيلها في قضايا القسوة على الحيوانات من عام 2007 حتى عام 2010، عندما ألغي منصب محامي الحيوانات في زيورخ. وبهذه الصفة، حاول جوتشيل التأكد من التطبيق الصحيح لقوانين حماية الحيوان السويسرية، والتي تعد من بين أكثر القوانين صرامة في العالم.
مكتب المدافعين عن الحيوان هو مركز اجتماعي قانوني أسترالي يركز على قانون الحيوان.
تعد منظمة إصلاح قانون الحيوان الجنوب أفريقية أول منظمة متخصصة بقانون الحيوان في جنوب افريقيا والتي تعمل في المجالات التالية: 1. إصلاح التشريعات والسياسات؛ 2. التقاضي والخدمات القانونية؛ 3. التعليم والبحث.

## التغييرات القانونية الأخيرة التي استحدثت بتأثير نشطاء حقوق الحيوان

### أمريكا الشمالية
شهد نشطاء حقوق الحيوان نجاحًا في العديد من البلدان فيما يتعلق بحملة تغيير معاملة الحيوانات كممتلكات. عدلت سويسرا دستورها في عام 1992 للاعتراف بالحيوانات على أنها كائنات وليست أشياء. ومع ذلك، في عام 1999، أُعيدت كتابة الدستور السويسري بالكامل. أصبحت ألمانيا أول دول الاتحاد الأوربي التي ضمنت حقوق الحيوانات بعد عقد من الزمان في التعديل الدستوري عام 2002 وقد عُدِلَ القانون المدني الألماني على هذا الأساس في عام 1997. ومع ذلك، لم يكن للتعديل تأثير كبير على الممارسات القانونية الألمانية حتى الآن. في عام 2015، تبنت الجمعية الوطنية لمقاطعة كيبيك تعديلاً للقانون المدني في كيبيك لتحديد حالة الحيوانات ككائنات حية بدلاً من ممتلكات، كما كان الحال سابقًا.
كان أعظم نجاح لنشطاء حقوق الحيوان هو منح الحقوق الأساسية لخمسة أنواع من القردة العليا في نيوزيلندا في عام 1999 حيث أصبح استخدامها لأغراض البحث أو الاختبار أو التدريس محظوراً الآن. (حظرت حكومة المملكة المتحدة التجارب على القردة العليا في عام 1986 كما حظرت بعض البلدان الأخرى أو شددت القيود على استخدام القردة العليا في الأبحاث).
ينفذ مشروع القردة العليا (GAP) القائم في سياتل والذي أسسه الفيلسوف الأسترالي بيتر سنجر مؤلف كتاب «تحرير الحيوان» ما يعده الكثيرون أساس العمل الفلسفي لحركة تحرير الحيوان، حملةً لحض الأمم المتحدة على اعتماد اعلان القردة العليا الذي سيضمن حق المساواة بين قردة الشمبانزي والبونوبو والغوريلا وإنسان الغاب مع البشر. يهدف الإعلان إلى حماية القردة غير البشرية بضمان ثلاث مصالح أساسية وهي الحق في الحياة، وحماية الحرية الفردية، وحظر التعذيب.
تخلصت نيوزيلندا تدريجيًا من الصادرات الحية لأغراض الذبح منذ عام 2007 بسبب مخاوف بشأن الحيوانات.

## اقرأ أيضا
- ديموقراطية حديثة
- حقوق الإنسان
- حقوق المواطن والشرطة
- جمعية رعاية
- جمعية تطوعية
- مجتمع مدني